# Won Cộng hòa Dân chủ Nhân dân Triều Tiên
Đơn vị tiền tệ chính thức của Cộng hòa Dân chủ Nhân dân Triều Tiên là wŏn (Chosŏn'gŭl: 원, ký hiệu: ₩; mã ISO 4217: KPW). Wŏn do Ngân hàng Trung ương Cộng hòa Dân chủ Nhân dân Triều Tiên phát hành và in ấn. Trước kia, đơn vị đếm bổ sung cho wŏn là chon (1 won được chia ra thành 100 chŏn), nhưng hiện không còn được lưu thông.
Ngày 6 tháng 12 năm 1947, wŏn bắt đầu được phát hành chính thức. Năm 1959, CHDCND Triều Tiên tiến hành đổi tiền theo tỷ lệ 100 wŏn đang lưu thông bằng 1 wŏn mới.
Wŏn gồm cả tiền giấy lẫn tiền kim loại. Tiền giấy đang lưu thông bao gồm các loại có mệnh giá là 1, 5, 10, 50, 100, 200, 500, 1.000 và 5.000 wŏn. Tiền kim loại đang lưu thông bao gồm các loại có mệnh giá là 10, 50, 100 wŏn.

## Từ nguyên
Wŏn là một từ cùng gốc của Yuan Trung Quốc và Yên Nhật. Đồng được chia thành 100 chŏn (전; 錢; McCune–Reischauer: chŏn; Romaja quốc ngữ: jeon) (Hán Việt: tiền).

## Lịch sử
Đồng wŏn đã trở thành tiền tệ của CHDCND Triều Tiên vào ngày 6 tháng 12 năm 1947, thay thế Yên Triều Tiên lúc đó đang lưu hành. Đồng won này đã được định lại giá trị theo tỷ lệ 100 thành một năm 1959. Để biết thêm đồng wŏn sớm hơn, xem wŏn.
Wŏn Triều Tiên nhằm mục đích chỉ cho công dân Triều Tiên sử dụng và Ngân hàng Thương mại (무역은행) đã phát hành tiền tệ riêng biệt (hay các chứng chỉ ngoại hối) cho du khách, như nhiều quốc gia xã hội chủ nghĩa. Tuy nhiên, Triều Tiên thì có hai loại chứng chỉ ngoại hối khác nhau, một dành cho khách từ "các nước xã hội chủ nghĩa" với màu đỏ, và chứng chỉ khác thì cho khách đến từ "các nước tư bản chủ nghĩa" với màu xanh da trời/lá cây. Trong thời gian gần đây, các chứng chỉ ngoại hối này phần lớn đã được yêu cầu khách trả trực tiếp bằng ngoại tệ mạnh, đặc biệt là euro.
Kể từ năm 2001, chính phủ CHDCND Triều Tiên đã bỏ tỷ giá tượng trưng 2,16 wŏn một dollar (được cho là dựa trên ngày sinh của Kim Chính Nhật ngày 16 tháng 2) và các ngân hàng trong quốc gia này ban hành tỷ giá gần hơn với tỷ giá trên thị trường chợ đen. Tuy nhiên, lạm phát phi mã đã làm xói mòn giá trị của wŏn Triều Tiên đến mức hiện nay người ta tin rằng tỷ giá của nó gần bằng wŏn Hàn Quốc. Trong bất cứ trường hợp nào đi nữa, dollar Mỹ và các đồng tiền khác vẫn có giá trị hơn đồng wŏn Triều tiên trên chợ đen hơn là chính thức.